# Козятин (село, Хмільницький район)
Козя́тин — село в Україні, у Козятинській громаді Хмільницького району Вінницької області. Населення становить 3516 осіб (2001).